# Isua-Gneis
Der Isua-Gneis ist eine Gesteinsformation des Archaikums nordöstlich von Nuuk am Rande des grönländischen Eisschildes. Die Gesteinsformation enthält mit dem Isua-Grünsteingürtel etwa 3,8 Milliarden Jahre alte Gesteine, die lange Zeit als das älteste erhaltene Gestein der Erde galten. In ihnen finden sich Hinweise darauf, dass die geologischen Abläufe schon damals, etwa 700 Millionen Jahre nach der Entstehung der Erde, den heutigen glichen. Die Existenz von Spuren organischer Prozesse in den Isua-Gesteinen als Anzeichen frühen Lebens ist nach wie vor umstritten.

## Lage und geologischer Rahmen
Die Gesteinsformation der Isua-Gneise gehört geologisch zum Nordatlantik-Kraton im Osten Kanadas und in Grönland. Der Nordatlantik-Kraton findet seine Fortsetzung im Karelischen Kraton in Finnland, von dem er bei der Entstehung des Atlantiks seit dem Jura getrennt ist.
Die Isua-Gesteine liegen im Itsâq-Gneiskomplex, der sich von Nuuk nach Isua über eine Länge von etwa 150 km hinzieht. Möglicherweise gehören die Gesteine des knapp 100 km nördlich gelegenen Aasivik-Terrans ebenfalls zum Itsâq-Gneiskomplex, eine etwaige Verbindung ist jedoch unter dem Eis Grönlands verborgen.
Im meso- bis neoarchaischen Isua-Grünsteingürtel liegen früh-archaische Gesteinskomplexe als kleine Enklaven im so genannten Amîtsoq-Gneis. Die größte und am besten erhaltene unter ihnen ist die von Isua, die durch ihr hohes Alter und das Vorkommen von an der Erdoberfläche (suprakrustal) entstandenen Sedimenten bekannt geworden ist. Es handelt sich um einen etwa 30 Kilometer langen und 1 bis 5 Kilometer breiten Gesteinskörper relativ wenig deformierter Glimmerschiefer, der sich in einem großen, fast kreisförmigen Bogen vom Rand des Inlandeises nach Westen zieht.
Das Vorkommen liegt knapp 20 km südöstlich der gleichnamigen Landschaft in der Seenlandschaft nördlich des Nuup Kangerlua und erstreckt sich in einem Halbkreis südlich um den Berg Tarsartooq. Der See Tarsartuup Tasersua teilt es in ein westliches und ein östliches Vorkommen. Der nächste bewohnte Ort ist Kapisillit rund 70 km weiter südlich. 
Plattentektonisch betrachtet könnte es sich hier um den ältesten Ophiolith (auf Kontinente aufgeschobene ozeanische Kruste) der Erde handeln.

## Erforschungsgeschichte
Gegen Ende der 1960er Jahre wurde bei einer geophysikalischen Untersuchung eines Gebietes im westlichen Zentralgrönland vom Flugzeug aus eine größere magnetische Anomalie am Rande des Inlandeises entdeckt. Nachfolgende Untersuchungen offenbarten eine große Lagerstätte von Eisenerz in einem Gürtel von stark metamorphen Gesteinen, der später nach einer Örtlichkeit in der Nähe Isua-Grünsteingürtel genannt wurde. In den 1970ern und den frühen 1980er Jahren wurde das Gebiet von Wissenschaftlern des Geologischen Dienstes von Dänemark und Grönland (GEUS) eingehend untersucht und detailliert kartiert. 1988 wurde die erste geologische Karte des Gebiets veröffentlicht.
Schon Anfang der 1970er hatte der Geologe Vic McGregor auf die Ähnlichkeit der Amîtsoq-Gneise bei Nuuk mit den kürzlich gefundenen Isua-Gesteinen hingewiesen. In den Amîtsoq-Gneisen hatte er kleine Bereiche älterer Gesteine gefunden, die auf eine Entstehung an der Erdoberfläche zurückgeführt werden konnten. Er nahm an, dass diese von ihm als Akilia-Folge bezeichneten Gesteine älter waren als die Amîtsoq-Gneise, und verglich sie mit den bei Isua deutlich besser aufgeschlossenen Gesteinen. Erste Altersdatierungen hatten mit 3,6 bis 3,7 Milliarden Jahren ein hohes Alter für die Amîtsoq-Gneise ergeben. Falls also die Gleichsetzung der Akilia-Folge mit den Isua-Gesteinen zutraf, mussten sie noch älter sein. Dies bestätigte sich auf der Grundlage von nachfolgenden Datierungen, die die Isua-Gesteine auf ein Alter von 3,7 bis 3,8 Ga festlegten.
Seitdem sind sie von mehreren Forschergruppen unter verschiedenen Fragestellungen untersucht worden und waren von 1998 bis 2001 Gegenstand des Forschungsprojektes Isua Multidisciplinary Research Project (IMRP).

## Geologische Situation und Gesteine
Der Isua-Grünsteingürtel lässt sich in fünf strukturelle Einheiten unterteilen, von denen je eine im Osten und im Westen aus wenig deformierten Gesteinen besteht, in denen suprakrustale Gesteine relativ gut erhalten sind.
Das in Südost-Nordwest gestreckte westliche Vorkommen wird durch geologische Störungen dreigeteilt in zwei äußere Glimmerschiefer-Einheiten, die einen zentralen Kern aus chloritischen Amphibol-Glimmerschiefern mit Überresten von vulkanischen Pillow-Lava-Strukturen, metamorphen Kieselschiefern, Konglomeraten und Bändererzen umgeben. Dieser zentrale Kern ist im Vergleich zu den begleitenden Glimmerschiefern relativ wenig deformiert. Das westliche Vorkommen ist in Nord-Süd-Richtung gestreckt und enthält unter anderem Bändererze, karbonatische Gesteine mit Magnetit- und Sideritbändern und klastische Sedimente.
Geochemische Analysen der Gesteine ergaben eine Verteilung der seltenen Erden, die gut mit einer Entstehung aus sauren Vulkaniten vereinbar ist. Die ersten Datierungen wurden an Einzelzirkonen durchgeführt und ergaben ein Alter von 3,761 bis 3,782 Ga (Milliarden Jahre).
Die Ausgangsgesteine der Gneise und Glimmerschiefer unterlagen nach ihrer Ablagerung einer Metamorphose bei 450–600 °C und wurden intensiv verfaltet und verschuppt, so dass wahrscheinlich nirgendwo eine echte stratigraphische Abfolge erhalten geblieben ist. Die archaischen Gesteine sind in jüngeren, granitischen bis tonalitischen Gneisen als zahllose kleine wie auch bis zu kilometergroße Schollen von intensiver Deformation und Metamorphose weitgehend verschont geblieben, so dass in einigen Bereichen geringerer Beanspruchung sedimentäre und vulkanische Merkmale wie gradierte Schichtung, Ignimbrit-Schichtung oder Pillow-Lava erhalten geblieben sind.
Die gesamte geologische Abfolge der Ereignisse bei der Entstehung des Isua-Grünsteingürtels stellt sich wie folgt dar:
- Ablagerung von vulkanisch-sedimentären Folgen ab 3,8 Ga, Intrusion von Tonaliten, Trondhjemiten und untergeordnet von Dioriten und Granodioriten
- erste Metamorphose um 3,8 Ga, verbunden mit tektonischer Stapelung unter Beteiligung von Peridotiten und Gabbro-Anorthosit-Gesteinen
- mehrere Metamorphose-Ereignisse zwischen 3,75 und 3,55 Ga
- granitische und mafische/ultramafische Intrusionen zwischen 3,65 und 3,55 Ga, letzte Faltung

Sowohl die granitischen Gneise als auch die Glimmerschiefer werden von einem Schwarm metadoleritischer Dykes durchschlagen, die als Abschluss der geologischen Entstehungsgeschichte ab etwa 3,5 Ga entstanden sind. Seitdem sind die Isua-Gneise im Wesentlichen unverändert geblieben.

## Bedeutung
Im Gegensatz zu den magmatischen Gesteinen der bis zu 4,03 Ga alten Acasta-Gneise im nördlichen Kanada, aber ähnlich wie die möglicherweise bis zu 4,3 Ga alten Gesteine des Nuvvuagittuq-Grünsteingürtels an der Hudson Bay, wurden die Isua-Gesteine ursprünglich an der Erdoberfläche abgelagert. Obwohl die genaue Entzifferung ihrer geologischen Geschichte nicht einfach ist, lassen sie wichtige Rückschlüsse auf die noch junge Erde zu. So ist etwa die Deutung von geröllführenden Gesteinen als Konglomerat aufgrund der starken Deformation schwierig, wird heute aber von vielen Geologen anerkannt. Derartige Gesteine benötigen zur Entstehung ebenso wie die Pillow-Laven jedoch die Existenz einer Hydrosphäre. Ihr Vorkommen ist ein Hinweis darauf, dass geologische Abläufe ähnlich wie heute vonstattengingen.
Dies gilt auch für plattentektonische Abläufe. Die Kartierungsarbeiten und Datierungen haben ergeben, dass die suprakrustalen Gesteine zu Stapeln von ursprünglich nicht zusammenhängenden Einheiten zusammengeschoben wurden und möglicherweise eine Duplex-Struktur darstellen. Die Stapelung nicht zusammengehörender Gesteinseinheiten ist ein typisches Merkmal jüngerer Orogene, die durch plattentektonische Abläufe entstanden sind. Das Studium von Flüssigkeitseinschlüssen in Mineralen lässt außerdem Schlüsse darauf zu, dass damals schon hydrothermale Systeme existierten, wie sie heute etwa in der Nähe der Mittelozeanischen Rücken existieren.
Darüber hinaus geben die Isua-Gesteine Hinweise auf die Frühphase der Entstehung der Erde. Das Ende des Großen Bombardements (Late Heavy Bombardment, LHB), einer Zeit, für die ein heftiges Bombardement der Erde durch Meteoriten angenommen wird, könnte nach Datierungen an Mondgestein auf etwa 3,8–3,83 Ga geschätzt werden. Die Isua-Gneise sind demnach nur etwa 30 bis 60 Millionen Jahre jünger, und bisher wurden keine Hinweise auf Auswirkungen des LHB gefunden, insbesondere nicht auf die Zerstörung einer bestehenden Atmosphäre oder Wasserhülle. Da das ursprüngliche Ablagerungsdatum der Ausgangsgesteine der Isua-Gneise nicht genau bekannt ist, könnte es sein, dass sie noch während des Endes dieses Ereignisses abgelagert wurden.

### Anzeichen für frühes Leben?
Seit Ende der 1970er Jahre waren einige der Bearbeiter der Ansicht, dass in manchen Gesteinen der Isua-Gneise Anzeichen für Kohlenstoff organischer Herkunft vorkämen, und dass schon zu dieser Zeit Leben existiert haben könnte. Diese Annahme stützte sich auf ungewöhnlich niedrige Werte für δ13C in Graphiten, die vor allem in karbonatreichen Gesteinen auftreten. Diese Verarmung an 13C ist auch typisch für bei biologischen Prozessen entstehendes Material, da bei der Photosynthese eine Anreicherung von 12C-Isotopen stattfindet.
Nachdem klar geworden war, dass es sich zum Teil um metasomatisch entstandene Gesteine handelt, wiesen Mark A. van Zuilen und seine Kollegen in einer 2003 veröffentlichten Arbeit nach, dass zumindest ein Teil des Kohlenstoffs wahrscheinlich aus der thermischen Umwandlung von Siderit stammt. Weitere Untersuchungen schlossen für andere Vorkommen, vor allem in den konglomeratischen Einheiten im Westen und die Bändererze im Osten, einen organischen Ursprung durch Methanerzeugung und Photosynthese jedoch nicht aus.